# ويليام ويلسون (رسام)
ويليام ويلسون (بالإنجليزية: William Wilson)‏ (و. 1905 – 1972 م) هو رسام، وفنان، من المملكة المتحدة، شارك في ألعاب أولمبية صيفية 1948، توفي عن عمر يناهز 67 عاماً.

## التعليم
تعلم في Edinburgh College of Art ‏.

## جوائز
حصل على جوائز منها:
- رتبة الإمبراطورية البريطانية.